# Résolution 828 du Conseil de sécurité des Nations unies
Membres permanents
- Chine
- États-Unis
- France
- Royaume-Uni
- Russie

Membres non permanents
- Brésil
- Cap-Vert
- Djibouti
- Espagne
- Hongrie
- Japon
- Maroc
- Nouvelle-Zélande
- Pakistan
- Venezuela

Résolution no 827 Résolution no 829
La Résolution 828 est une résolution du Conseil de sécurité des Nations unies adoptée le 26 mai 1993, dans sa 3218e séance, concernant l' Érythrée et qui recommande à l'Assemblée générale des Nations unies d'admettre ce pays comme nouveau membre, à la suite de sa demande..

## Vote
La résolution a été approuvée sans vote.

## Contexte historique
La demande d'adhésion du pays se fait immédiatement après son accession à l'indépendance,.
À la suite de cette résolution ce pays est admis à l'ONU le 28 mai 1993 ,.

## Texte
- Résolution 828 Sur fr.wikisource.org
- Résolution 828 Sur en.wikisource.org